# Saint-Sulpice-la-Forêt
Saint-Sulpice-la-Forêt (bret. Sant-Suleg-ar-C'hoad) – miejscowość i gmina we Francji, w regionie Bretania, w departamencie Ille-et-Vilaine. Nazwa miejscowości pochodzi od imienia św. Sulpicjusza.
Według danych na rok 1990 gminę zamieszkiwały 1064 osoby, a gęstość zaludnienia wynosiła 158 osób/km² (wśród 1269 gmin Bretanii Saint-Sulpice-la-Forêt plasuje się na 555. miejscu pod względem liczby ludności, natomiast pod względem powierzchni na miejscu 958.).